# Jeremias Thiel
Jeremias Thiel (* 4. Mai 2001 in Kaiserslautern) ist ein deutscher Autor, Aktivist für Kinderrechte und gegen Kinderarmut sowie Mitglied der SPD.

## Leben
Jeremias Thiel wuchs in Kaiserslautern auf; als Kind langzeitarbeitsloser, Hartz IV-beziehender Eltern, die zudem von psychischer Erkrankung und Spielsucht betroffen waren. Mit elf Jahren ging er zusammen mit seinem Zwillingsbruder auf eigene Initiative zum Jugendamt, bat dort eigenständig darum, aus seiner Familie geholt zu werden, und lebte fortan vor Ort in einem SOS-Kinderdorf.
Mit 14 Jahren trat er in die SPD ein, mit 15 Jahren wurde er Mitglied im UNICEF-Juniorbeirat für Kinderrechte. Mit 16 Jahren bewarb er sich erfolgreich am United World College in Freiburg, erhielt ein Vollstipendium der Schule und finanzielle Unterstützung der SOS-Kinderdorf-Stiftung, und schloss die Schule 2019 mit dem International Baccalaureate ab. Anschließend begann Thiel ein Studium der Umwelt- und Politikwissenschaften am St. Olaf College in Minnesota. Mit 17 Jahren hielt er auf dem Parteitag der Rheinland-Pfälzischen SPD eine Rede über Kinderarmut. 2020 arbeitete er für die Landtagswahl 2021 am Programm der sozialdemokratischen Partei mit.
2020 veröffentlichte Thiel das Buch KEIN Pausenbrot, KEINE Kindheit, KEINE Chance. Wie sich Armut in Deutschland anfühlt und was sich ändern muss, das autobiographisch seinen Lebensweg erzählt und die psychosozialen, finanziellen und bildungspolitischen Auswirkungen von Kinderarmut anhand seiner eigenen Erlebnisse darlegt. Der Erfahrungsbericht ist durchsetzt mit Beschreibungen, Statistiken und Zahlen zu Kinderarmut, sozialer Benachteiligung und fehlender Chancengerechtigkeit. Am Ende des Buches findet sich ein Kapitel mit einem konkreten politischen Forderungskatalog zur Bekämpfung von Kinderarmut.
Das Buch erntete medial große Aufmerksamkeit und kam auf die Spiegel-Bestsellerliste. Eva Corina beschrieb es in der Berliner Zeitung als „ein bewegendes Buch“. Kim Kindermann in Deutschlandfunk Kultur titulierte es als „mutiges Buch“ und bedauerte zwar, dass das Buch „zwischen Tatsachenbericht und politischem Forderungskatalog mäandert“, jedoch sei trotzdem „zu hoffen, dass Jeremias Thiel allein durch die Veröffentlichung mehr zu hören ist. Persönlich und live. Denn das Thema ist wichtig und richtig. Mehr noch: Es geht uns alle an.“ Das Fachportal socialnet dagegen meint, "die Stärke des Buchs liegt zweifellos in der Verbindung von tatsächlichen Armutserfahrungen, Schilderungen des Forschungsstands und politischen Forderungen aus Sicht eines Jugendlichen." lesen.bayern erwähnte, dass Thiel „neben der Kritik an der Gesellschaft, die Ungleichheit und Ungerechtigkeit stimmschweigend hinnimmt“, „auch Untersuchungen (anfügt), die auf die schädliche psychische und emotionale Entwicklung dieser Kinder und Jugendlichen hinweisen“ und meint, dass es „sehr packend geschrieben“ sei und sich „sehr gut zum Einsatz im Unterricht oder zur privaten Lektüre (eigne)“. Susanne Schütz bemerkte in der Zeitung Die Rheinpfalz, dass Thiels Buch nach Christian Barons Ein Mann seiner Klasse bereits das zweite im Frühjahr 2020 erschienene Buch über eine Kaiserslauterner Kindheit in Armut sei.
Infolge der Buchveröffentlichung wurde Thiel zu zahlreichen Interviews in Zeitungen, Magazinen, Radio und Fernseh-Sendungen eingeladen, unter anderem von Der Spiegel, Frankfurter Rundschau, SWR, Deutschlandfunk Kultur, NDR-Talkshow und maischberger. die woche. Über seinen Auftritt bei Maischberger schrieb das Magazin jetzt:

„Ein 17-Jähriger erklärt bei Maischberger, was Armut bedeutet. Und überzeugt damit mehr als Sahra Wagenknecht, ein Millionär und zwei Wirtschaftsjournalisten zusammen.“

In einem Interview mit Carolina Torres im Magazin Der Spiegel zum Thema Kinderarmut antwortete Thiel auf die Frage, welche konkreten Forderungen er an die Politik habe:

„Ich finde das Einführen von Ganztagsschulen sehr wichtig. Der Lebensmittelpunkt könnte dort sein, statt in einer potenziellen Strukturlosigkeit zu Hause. Viel mehr Menschen würden miteinander sozialisiert werden, was meiner Meinung nach auch zu einer demokratischeren Gesellschaft führt. Ich finde auch Mobilisierung ganz wichtig, (...)beispielsweise durch vergünstigten oder kostenlosen Nahverkehr für Jugendliche. Forschung hat gezeigt, dass mobil sein einer der wichtigsten Faktoren ist, um sozialen Aufstieg zu fördern. (...)Und als dritten Punkt fordere ich, dass Kinderrechte ins Grundgesetz aufgenommen werden. Aktuell obliegen Minderjährige ihren Eltern. Bei der Hartz-IV-Regelung wirkt sich das beispielsweise insofern aus, dass das Kindergeld bedarfsmindernd angerechnet wird. Das Geld ist also letztlich nicht für die Kinder, sondern für die Eltern. Kinder werden nicht als Subjekte angesehen.“

## Werke
- Jeremias Thiel (mit Ulrike Strerath-Bolz): KEIN Pausenbrot, KEINE Kindheit, KEINE Chance. Wie sich Armut in Deutschland anfühlt und was sich ändern muss. Piper, München 2020, ISBN 978-3-492-06177-3.[4]

## Auszeichnungen
- Helden des Alltags 2020, Auszeichnung der TV-Zeitschrift "auf einen Blick"[16]

## Dokumentationen
- Vom Hartz IV-Kind zum Elite-Studenten, WDR, Dokumentarfilm. Teil der Reihe Menschen hautnah, 2019 (Länge: 42,34 Minuten)[17][18]
- Jeremias will der Armut entfliehen, SWR, Dokumentarfilm, 2020 (Länge: 4,32 Minuten)[19]